# Copenhague (municipio)

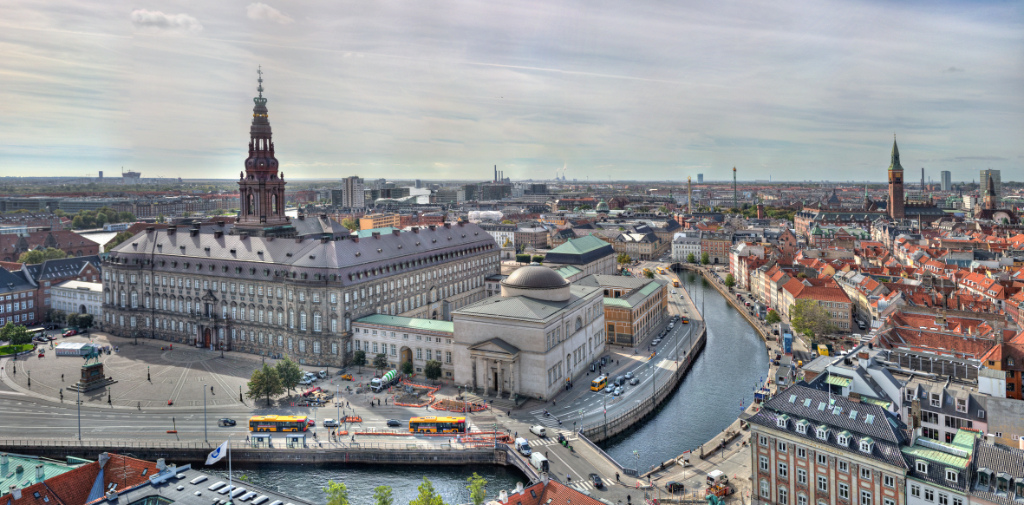
Palacio de Christianborg

Copenhague (en danés, København) es un municipio de Dinamarca situado en la Región Capital de Dinamarca. Tiene una población estimada, a inicios de 2024, de 659 350 habitantes.
Desde la reforma de 2007 el territorio municipal oficialmente coincide con el de la ciudad de Copenhague.
El municipio tiene una superficie de 90.90 km².

## Gestión administrativa compartida
En el municipio de Copenhague existe una forma intermedia de Gobierno, con gestión administrativa compartida.
El Consejo de Administración de Copenhague está formado por un Comité de Finanzas y seis comités permanentes, que son responsables de la gestión inmediata de cada una de sus áreas de especialización.
La característica especial del gobierno intermedio es que tanto el alcalde como los representantes de los comités permanentes (llamados "alcaldes expertos") son miembros del Comité de Finanzas. La Alcaldesa es la responsable del comité.

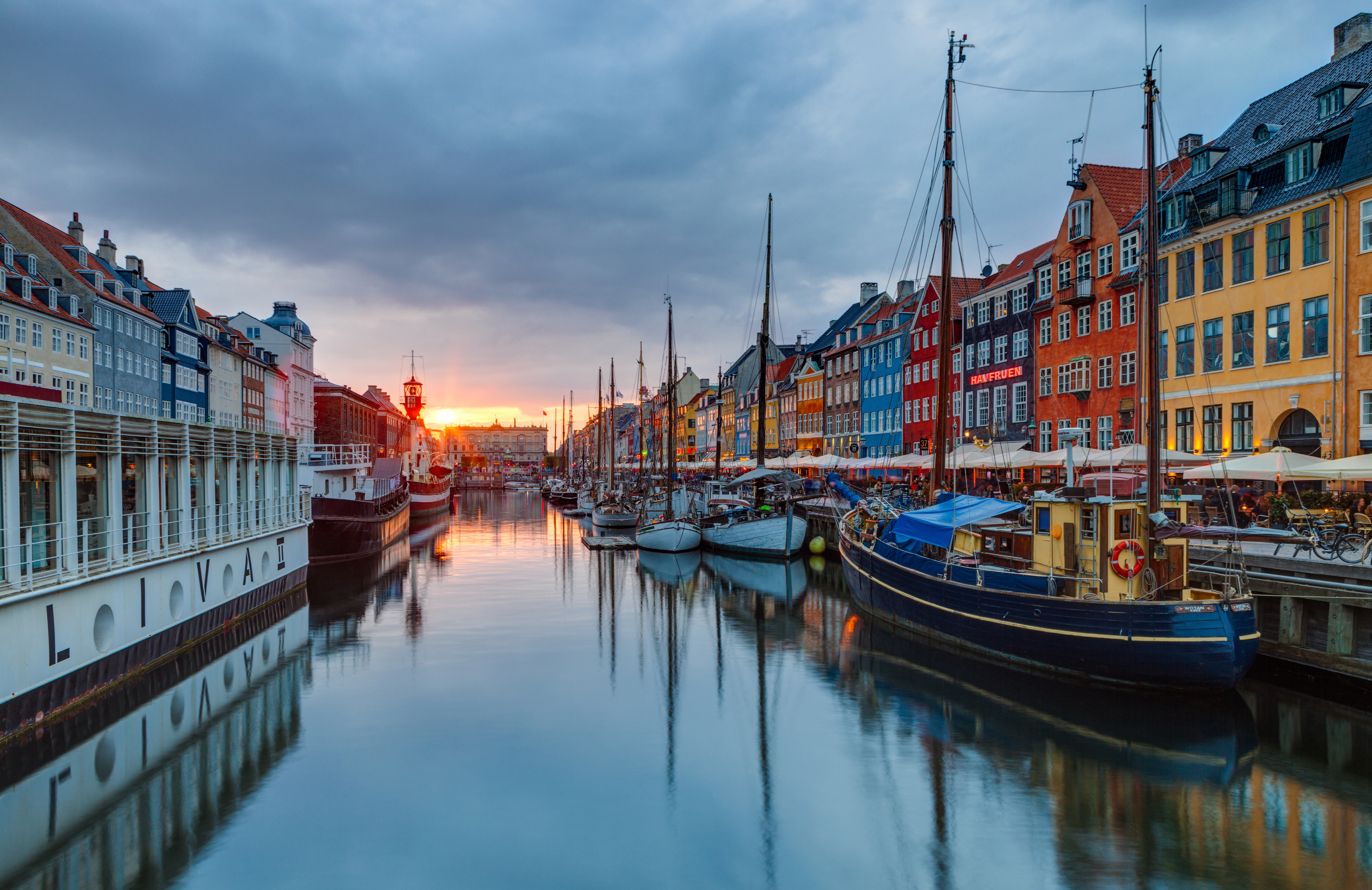
Canal Nyhavn

La gestión administrativa compartida significa que el alcalde y los representantes de los comités permanentes (los alcaldes expertos) comparten la responsabilidad de la gestión administrativa superior del municipio, ya que cada uno tiene la gestión superior de la administración que se encarga de las áreas de trabajo de sus respectivos comités.
En 2024 la alcaldesa es Sophie Hæstorp Andersen, del Partido Socialdemócrata. Los alcaldes expertos son: Mia Nyegaard (Comité de Cultura y Recreación), Jens-Kristian Lütken (Comité de Empleo e Integración), Jakob Næsager (Comité de Infancia y Juventud), Karina Vestergård Madsen (Comité Social), Sisse Marie Welling (Comité de Salud y Cuidados) y Line Barfod (Comité de Tecnología y Medio Ambiente).
La sede del gobierno municipal es el Ayuntamiento de Copenhague (Københavns Rådhus).

## Visión general
El municipio de Copenhague era uno de los tres últimos municipios daneses que no pertenecían a un condado. Los otros eran Frederiksberg (el municipio de menor superficie y un enclave dentro del propio municipio de Copenhague) y Bornholm. El 1 de enero de 2007, el municipio perdió sus privilegios de condado y se integró en la Región Capital (Region Hovedstaden).

Sortedam Dossering

Los municipios vecinos son Gentofte, Gladsaxe y Herlev al norte; Rødovre y Hvidovre al oeste, y Tårnby, al sur. Frederiksberg se sitúa como un enclave dentro del municipio, estando así rodeado por Copenhague.
El municipio de Copenhague no se fusionó con otros municipios el 1 de enero de 2007 como resultado de la Kommunalreformen ("La Reforma Municipal" de 2007).

## Distritos
El municipio se divide en 10 distritos o barrios (bydele):  Amager Oeste, Amager Este, Nordvestkvarteret-Bispebjerg, Brønshøj-Husum, Indre By (también, København K), Nørrebro, Valby, Vanløse, Vesterbro-Kongens Enghave y Østerbro.

## Demografía
Población histórica. Las dos cifras del 1 de febrero de 1901 hacen referencia a la población antes y después de que el municipio anexionara algunas parroquias cercanas. El aparente declive desde mediados del siglo XX se debe a que las cifras no incluyen las áreas urbanas fuera del municipio de Copenhague.
| Fecha                                | Año  | Población    |
| ------------------------------------ | ---- | ------------ |
|                                      | 1450 | est. 4–5,000 |
|                                      | 1500 | est. 10,000  |
|                                      | 1650 | est. 30,000  |
|                                      | 1700 | est. 65,000  |
| 15 de enero                          | 1769 | 80,000       |
| 1 de julio                           | 1787 | 90,032       |
| 1 de febrero                         | 1801 | 100,975      |
| 1 de febrero                         | 1840 | 120,819      |
| 1 de febrero                         | 1850 | 129,695      |
| 1 de febrero                         | 1860 | 155,143      |
| 1 de febrero                         | 1870 | 181,291      |
| 1 de febrero                         | 1880 | 234,850      |
| 1 de febrero                         | 1890 | 312,859      |
| 1 de febrero (antes de la anexión)   | 1901 | 360,787      |
| 1 de febrero (después de la anexión) | 1901 | 400,575      |
| 1 de febrero                         | 1911 | 462,161      |
| 1 de febrero                         | 1921 | 561,344      |
| 5 de noviembre                       | 1930 | 617,069      |
| 5 de noviembre                       | 1940 | 700,465      |
| 7 de noviembre                       | 1950 | 768,105      |
| 26 de septiembre                     | 1960 | 721,381      |
| 9 de noviembre                       | 1970 | 622,773      |

| Año  | Población |
| ---- | --------- |
| 1971 | 625,671   |
| 1972 | 610,985   |
| 1973 | 595,751   |
| 1974 | 576,030   |
| 1975 | 562,405   |
| 1976 | 545,350   |
| 1977 | 529,154   |
| 1978 | 515,594   |
| 1979 | 505,974   |
| 1980 | 498,850   |
| 1981 | 493,771   |
| 1982 | 490,597   |
| 1983 | 486,593   |
| 1984 | 482,937   |
| 1985 | 478,615   |
| 1986 | 473,000   |
| 1987 | 469,706   |
| 1988 | 468,704   |
| 1989 | 467,850   |
| 1990 | 466,723   |
| 1991 | 464,773   |
| 1992 | 464,566   |

| Año  | Población |
| ---- | --------- |
| 1993 | 466,129   |
| 1994 | 467,253   |
| 1995 | 471,300   |
| 1996 | 476,751   |
| 1997 | 483,658   |
| 1998 | 487,969   |
| 1999 | 491,082   |
| 2000 | 495,699   |
| 2001 | 499,148   |
| 2002 | 500,531   |
| 2003 | 501,285   |
| 2004 | 501,664   |
| 2005 | 502,362   |
| 2006 | 501,158   |
| 2007 | 503,699   |
| 2008 | 509,861   |
| 2009 | 518,574   |
| 2024 | 659,350   |

## Poder Legislativo
El Poder Legislativo del municipio de Copenhague es ejercido por el Concejo Municipal (en danés, Borgerrepræsentation). Las elecciones del concejo se celebran el tercer martes de noviembre cada cuatro años.